# LUKS
A LUKS a Linux Unified Key Setup (egységes Linux kulcskezelés) kifejezésből alkotott betűszó, mely egy számítógépes lemeztitkosítási specifikáció, melyet Clemens Fruhwirth eredetileg Linux operációs rendszert használó rendszerekre fejlesztett ki.
Míg a legtöbb merevlemezes titkosító eljárás a jelszavak kezelésére inkompatibilis, nem dokumentált formátumot használ, és így nem képesek az egymás által készített, de akár teljesen azonos eljárásokat használó titkosított lemezek kezelésére addig a LUKS egy platformfüggetlen szabványos formátumot ír le, amit a titkosítást végző eszközök és programok használhatnak. Ez nem csak a kompatibilitást és az együttműködést (interoperabilitás) biztosítja, de garantálja azt is, hogy ha jelszókezelés megvalósítása biztonságosan és jól dokumentáltan működjön.
A referenciaprogram Linux alatt készült a cryptsetup program egy továbbfejlesztett változatának segítségével, a dm-crypt alrendszert használva titkosítóegységnek. Microsoft Windows alatt a LUKS alapján titkosított lemezek például a FreeOTFE programmal kezelhetőek.
A LUKS tervezése során gondoskodtak arról, hogy az megfeleljen a TKS1 biztonságos kulcskezelési ajánlásnak.

## Lásd még
- dm-crypt
- titkosítás, lemezes titkosítás
- Lemezes titkosítások összehasonlítása

## Külső hivatkozások
- Hivatalos LUKS weblap